# Brezovec (okres Snina)
Brezovec (maďarsky Berezóc, do roku 1907 Brezovec, rusínsky Березовець) je obec v okrese Snina v Prešovském kraji na severovýchodním Slovensku.
První zmínka o obci pochází z roku 1567. Obec je doložena z roku 1600 jako Brezeo, později jako Brezovecz (1773), Berezovec (1927), Brezovec (1948).
Brezovec patřil k panství Humenné, později jej vlastnil trebišovský klášter paulínů.

Koncem 18. století patřil královské komoře a od 20. let 19. století Prešovské archeparchii).

V letech 1939–1944 byla obec připojena k Maďarsku.

## Památky
Řeckokatolický kostel z první poloviny 19. století s dřevěnou zvonicí.